# Torralbasia
Torralbasia es un género de plantas con flores con dos especies pertenecientes a la familia Celastraceae.

## Taxonomía
El género fue descrito por  Krug & Urb. in Segui y publicado en Symb. Antill. v. 49 (1904). La especie tipo no ha sido designada.

## Especies
- Torralbasia cuneifolia (C.Wright ex Griseb.) Krug & Urb. in Segui - guairage de sierra (en Cuba)[3]
- Torralbasia domingensis